# Paul Tamasy
Paul Nicholas Tamasy (* 17. Februar 1964 in Thetford, England) ist ein US-amerikanisch-britischer Drehbuchautor und Filmproduzent.

## Karriere
Paul Nicholas Tamasy wurde als Sohn eines US-amerikanischen Airman der United States Air Force und einer britischen Mutter geboren. Nachdem er an der „UCLA School of Theatre, Film and Television“ studiert hatte, versuchte er mehrere Drehbücher für Thriller und Krimis zu verkaufen. Mit der Filmreihe „Air Bud“, die er mit Aaron Mendelsohn gemeinsam entwickelte und die später erfolgreich verfilmt wurde, machte er erstmals auf sich aufmerksam. Nachdem Disney zuerst kein Interesse an Tamasys und Mendelsohns Geschichte über Basketball spielende Hunde hatte, wandte sich das Duo an das kanadische Produktionsunternehmen Keystone Pictures, das den ersten Film anschließend für 4,5 Mio. Kanadische Dollar produzierte, der sodann von Disney vertrieben wurde. Nachdem beide auch das Drehbuch für die Fortsetzung geschrieben hatten und feststellen mussten, dass mit den Filmen bereits über 300 Mio. US-Dollar verdient worden waren, an denen sie nicht partizipierten, verklagten Mendelsohn und Tamasy beide Unternehmen erfolglos auf eine Gewinnbeteiligung und wurden lediglich mit einer Aufwandsentschädigung von 14.000 US-Dollar je weiterem Film für die von ihnen entwickelten Charaktere abgefunden.
Mit seinem Drehbuch über das Leben des US-amerikanischen Boxers Micky Ward, das er gemeinsam mit Eric Johnson schrieb, war Tamasy dann insgesamt erfolgreicher. Nicht nur, dass das Sportdrama The Fighter an den Kinokassen über 129 Mio. US-Dollar – bei einem Produktionsbudget von 25 Mio. US-Dollar – wieder einspielte; wurden Tamasy und Johnson, gemeinsam mit Scott Silver, auch jeweils mit einer Nominierung für den Oscar und den British Academy Film Award, sowie weiteren Filmpreisen für ihre Drehbucharbeit belohnt.

## Filmografie (Auswahl)
- 1996: Embraced – Clan der Vampire (Kindred: The Embraced) (Fernsehserie, 1 Episode)
- 1997: Air Bud – Champion auf vier Pfoten (Air Bud)
- 1998: Air Bud 2 – Golden Receiver (Air Bud: Golden Receiver)
- 1999: Wesleys Feuerprobe (Walking Across Egypt)
- 2000: Air Bud 3 – Ein Hund für alle Bälle (Air Bud 3: World Pup)
- 2010: The Fighter
- 2016: The Finest Hours
- 2020: The Outpost – Überleben ist alles (The Outpost)
- 2024: The Ministry of Ungentlemanly Warfare

## Auszeichnungen (Auswahl)
Oscar
- 2011: Nominierung für das „Beste Originaldrehbuch“ für den Film The Fighter

British Academy Film Award
- 2011: Nominierung für das Beste Originaldrehbuch für den Film The Fighter